# Oktay Kuday
Oktay Kuday (* 6. August 1979 in Karlsruhe) ist ein ehemaliger deutsch-türkischer Fußballspieler.

## Karriere
Kuday kam in der Saison 1997/98 zu einem Kurzeinsatz in der Bundesliga. Für den Karlsruher SC spielte er am 19. Spieltag gegen den TSV 1860 München. Er wurde in der 89. Spielminute für Radosław Gilewicz eingewechselt, das Spiel endete 0:0. Anschließend wechselte der 20-jährige in die Türkei. Dort spielte er in unterschiedlichen Ligen für die Vereine, Manisaspor, Altay İzmir, Mardinspor, Elazığspor, Tokatspor und Göztepe İzmir.